# (7360) Moberg
(7360) Moberg (1996 BQ17) – planetoida z pasa głównego asteroid okrążająca Słońce w ciągu 3,38 lat w średniej odległości 2,25 j.a. Odkryta 30 stycznia 1996 roku.